# Hagopdjan de Deritchan
Hagopdjan de Deritchan, in francese: Acoljean de Richtan, nato Hakobjan Arhitchanents (Esfahan, ... – Marsiglia, 25 agosto 1726), è stato un diplomatico e nobile persiano.
Fu console persiano a Marsiglia dal 1715 alla propria morte. Rimpiazzò l'ambasciatore Mohammed Reza Bey come principale diplomatico persiano in Francia durante il regno dello scià Sultan Husayn (1694-1722).

## Biografia
Nato nel quartiere armeno di Nuova Julfa nella città di Esfahan, in Persia, Hagopdjan de Deritchan era un mercante e nobile locale.
Nel 1714, l'allora scià della Persia safavide, Sultan Husayn, decise di inviare a Luigi XIV un'ambasciata col proposito di siglare un accordo commerciale tra le due nazioni. Primo diplomatico fu Mohammed Reza Bey, sindaco di Erevan, che divenne primo ambasciatore persiano in Francia e capo della missione. Il viaggio dell'ambasciatore per giungere in Francia si dimostrò particolarmente pericoloso dal momento che il gruppo avrebbe dovuto attraversare i territori del vicino Impero ottomano, in guerra con i persiani. Il sindaco di Erevan scelse Hagopdjan, armeno di origini e ricco mercante della città, per accompagnarlo e proteggerlo coi suoi uomini.
Il 15 marzo 1714, Hagopdjan lasciò quindi Erevan con l'ambasciatore persiano e con lui attraversò l'Anatolia. Dopo quaranta giorni di marcia, l'ambasciata giunse a Smirne dove l'ambasciatore si incontrò segretamente con il console francese in loco, de Fontenu,  il quale era stato debitamente informato dell'arrivo della missione persiana. Questi organizzò il trasferimento dei doni dello scià, nascosti in balle di seta, a bordo di una nave francese diretta a Marsiglia, dove vennero ricevuti dal capo delle galee e del commercio di quella città, Arnoul . Hagopdjan partì il giorno seguente, travestito da marinaio, si imbarcò anch'egli per Marsiglia a bordo della nave del capitano Marcel. L'armeno, al suo arrivo a Marsiglia, fu alloggiato assieme ai doni, di cui fu sempre il custode, in casa di un notabile della città, Gaudemar, in attesa dell'arrivo dell'ambasciatore. Ma intanto Reza Bey, l'ambasciatore, era era stato catturato dagli ottomani e fu liberato solo qualche tempo dopo su istanza del console francese,  riuscendo ad imbarcarsi per la Francia solo il 23 ottobre successivo.
Il 23 dicembre 1714 l'ambasciatore e il suo seguito, compreso Hagopdjan, iniziarono il viaggio verso Parigi, accompagnati da Pidou de Saint-Olon, gentiluomo delegato dal re, e scortati da un distaccamento della cavalleria della regina e delle guardie reali.
Dopo che Mohammed Reza Bey fu ritornato ad Erevan nel 1715, Hagopdjan rimase in Francia come console safavide. Dapprima rimase alcune settimane a Parigi dove il reggente Filippo II di Borbone-Orléans gli fornì il denaro necessario per la sua permanenza nella capitale francese. Qualche tempo dopo si spostò a Marsiglia, giungendovi il 2 dicembre 1715, ritornando quindi al suo incarico.
Il suo compito non fu facile, e fu complicato dal fatto che lo scià si rifiutò di rettificare subito il trattato. Quando lo fece nel 1722 la situazione in Persia era ormai divenuta caotica ed il paese era sull'orlo dell'anarchia. L'impero subì in seguito due invasioni da parte dell'Impero ottomano e di quello russo. Il ruolo del console divenne sempre più marginale e venne quasi dimenticato dalle autorità del suo paese, tanto più che egli continuava a vivere in Francia grazie ad una pensione concessagli da re Luigi XV. Hagopdjan continuò comunque ad intervenire a favore dei persiani in Francia, ad esempio perorando delle cause alla Camera di Commercio di Marsiglia. 
Hagopdjan de Deritchan morì a Marsiglia il 25 agosto 1726.